# Start Gniezno (2004)
Start Gniezno – polski klub żużlowy  z siedzibą w Gnieźnie. W latach 2005–2015 brał udział w rozgrywkach ligowych. W późniejszym czasie przestał funkcjonować.

## Historia
W 2004 roku zostało założone Towarzystwo Żużlowe Start, będąc reakcją na kłopoty SKS Start. W 2005 roku klub zgłosił drużynę do rozgrywek ligowych. Przed sezonem 2013 prawa do drużyny zostały przekazane nowo powołanej spółce – Start Gniezno SA, co było skutkiem wywalczonego awansu do Ekstraligi. Przed sezonem 2016 Start nie otrzymał licencji i nie przystąpił do startów w lidze.

## Poszczególne sezony
| Sezon | Rozgrywki ligowe | Rozgrywki ligowe | Rozgrywki ligowe | Uwagi                       |
| Sezon | Liga             | Liga             | Miejsce          | Uwagi                       |
| ----- | ---------------- | ---------------- | ---------------- | --------------------------- |
| 2005  | III              | II liga          | 1/6              |                             |
| 2006  | II               | I liga           | 3/7              |                             |
| 2007  | II               | I liga           | 8/8              |                             |
| 2008  | III              | II liga          | 1/6              |                             |
| 2009  | II               | I liga           | 4/8              |                             |
| 2010  | II               | I liga           | 3/8              |                             |
| 2011  | II               | I liga           | 3/8              | Przegrane baraże o awans    |
| 2012  | II               | I liga           | 1/6              |                             |
| 2013  | I                | Ekstraliga       | 10/10            |                             |
| 2014  | II               | I liga           | 4/8              |                             |
| 2015  | II               | I liga           | 7/7              | Wygrane baraże o utrzymanie |

| Poziom ligowy | Liczba sezonów | Sezony                          |
| ------------- | -------------- | ------------------------------- |
| I             | 1              | 2013                            |
| II            | 8              | 2006–2007, 2009–2012, 2014–2015 |
| III           | 2              | 2005, 2008                      |

## Osiągnięcia

### Krajowe
Poniższe zestawienia obejmują osiągnięcia klubu oraz indywidualne osiągnięcia zawodników w rozgrywkach pod egidą PZM, GKSŻ oraz Ekstraligi.

#### Mistrzostwa Polski
Młodzieżowe drużynowe mistrzostwa Polski
- 2. miejsce (1): 2011

Młodzieżowe indywidualne mistrzostwa Polski
- 3. miejsce (1):
  - 2010 – Kacper Gomólski

#### Pozostałe
Srebrny Kask
- 3. miejsce (2):
  - 2006 – Adrian Gomólski
  - 2007 – Adrian Gomólski

Brązowy Kask
- 3. miejsce (1):
  - 2011 – Oskar Fajfer

### Międzynarodowe
Poniższe zestawienia obejmują osiągnięcia klubu oraz indywidualne osiągnięcia zawodników krajowych (w zawodach drużynowych, par i indywidualnych) i zagranicznych (w zawodach indywidualnych) w rozgrywkach pod egidą FIM oraz FIM Europe.

#### Mistrzostwa świata
Drużynowe mistrzostwa świata juniorów
- 1. miejsce (1):
  - 2007 –  Adrian Gomólski

#### Mistrzostwa Europy
Drużynowe mistrzostwa Europy juniorów
- 1. miejsce (1):
  - 2010 –  Kacper Gomólski

Mistrzostwa Europy par
- 2. miejsce (1):
  - 2013 –  Sebastian Ułamek

Indywidualne mistrzostwa Europy
- 1. miejsce (1):
  - 2012 –  Aleš Dryml